# Dibromtirosina
La dibromtirosina (conosciuta anche come dibromotirosina) è un farmaco antitiroideo, derivato dall'aminoacido tirosina. La dibromotirosina può essere prodotta da una serie di perossidasi, tra cui quella degli eosinofili e quella tiroidea. Secondo alcuni autori la bromazione della tirosina potrebbe rivestire importanza nei casi di deficienza di iodio o di eccessiva assunzione di bromo. Secondo altri autori esperimenti condotti in vivo su ratti tenuti con una dieta a basso contenuto di iodio hanno invece dimostrato che, anche in condizioni di forte stimolazione da parte dell'ormone tireotropo, nella tiroide vi è una produzione trascurabile di bromo organico.

## Meccanismo d'azione
La dibromotirosina sembra agire a livello del centro ipotalamico preposto alla regolazione della funzione tiroidea.

Il farmaco ridurrebbe la sintesi di tironine iodate contribuendo alla sintesi di tironine presumibilmente bromate. Queste ultime sono funzionalmente inattive ma conservano la capacità di controllare il feed-back ipofiso-tiroideo.

La dibromotirosina eserciterebbe così un'azione di freno sulla produzione ipofisaria di TSH.

## Farmacocinetica
Il farmaco una volta somministrato per os presenta un buon assorbimento gastrointestinale.

Dopo un'ora si riscontrano elevate concentrazioni plasmatiche e tissutali. Il picco di concentrazione si registra intorno a 3 ore dalla assunzione.

A livello tiroideo nelle prime ore dopo somministrazione orale si riscontrano concentrazioni 4 volte superiori a quelle riscontrabili nel sangue, nelle urine e nei vari organi.

## Tossicologia
La DL50 nel topo risulta essere maggiore di 5 g/Kg per via orale e di 2700 mg/Kg per via endovenosa.

## Usi clinici
La dibromotirosina è utilizzata nella terapia dell'ipertiroidismo. Non sembrerebbe efficace nel trattamento di forme gravi di ipertiroidismo.

## Dosi terapeutiche
Il farmaco viene assunto per os al dosaggio iniziale è di 600–1200 mg/die. Tale dosaggio può essere eventualmente ridotto a 600 mg/die nella terapia di mantenimento.

Il farmaco va somministrato preferibilmente ai pasti, per un periodo di 6-8 mesi, sospendendo il trattamento per 7-10 giorni ogni mese.

La dibromotirosina può essere somministrata anche per via intramuscolare oppure in associazione con metimazolo con o senza benactizina.

## Effetti collaterali
Tra gli effetti collaterali sono da annoverare: nausea, vomito, agranulocitosi, rash cutanei, alopecia, iperpiressia, mialgia, vertigini.

## Controindicazioni e precauzioni d'uso
La dibromotirosina è controindicata in caso di ipersensibilità nota al farmaco, allo iodio o alle sostanze bromate o sostanze chimicamente strettamente correlate.

È sconsigliata l'assunzione del farmaco nel corso della gravidanza, così come nelle donne che praticano l'allattamento al seno, non essendovi dati relativi al passaggio del farmaco nel latte.

Durante la terapia con dibromotirosina si consiglia il monitoraggio della conta dei leucociti.